# Ivan Jablonka
Ivan Jablonka, nascut el 23 d'octubre de 1973 a París, és un historiador i escriptor francès, professor d'història contemporània a la universitat París-XIII.
Entre els seus llibres hi ha Histoire des grand-parentesque je n'ai pas eus (guardonat el 2012 amb el Premi del Senat per a llibres d'història, el Premi Guizot de l'Acadèmia Francesa i el Premi Augustin Thierry), una indagació sobre les vides dels seus avis desapareguts durant la Segona Guerra Mundial. En català l'any 2018 va aparèixer Laëtitia o la fi dels homes una crònica de l'assassinat de Laëtitia Perrais, una noia francesa de 18 anys violada, assassinada i esquarterada la nit del 18 de gener de 2011. En part novel·la de no-ficció, en part història, sociologia i denúncia política, Laëtitia o la fi dels homes va rebre el 2016 el Premi Médicis, el Premi Le Monde i el Prix des Prix.